# Refugi de Vall Ferrera
El Refugi de Vall Ferrera és un refugi de muntanya del terme municipal d'Alins, a la comarca del Pallars Sobirà.
És a 1.902 metres d'altitud, situat a la dreta de la sortida del barranc d'Areste.

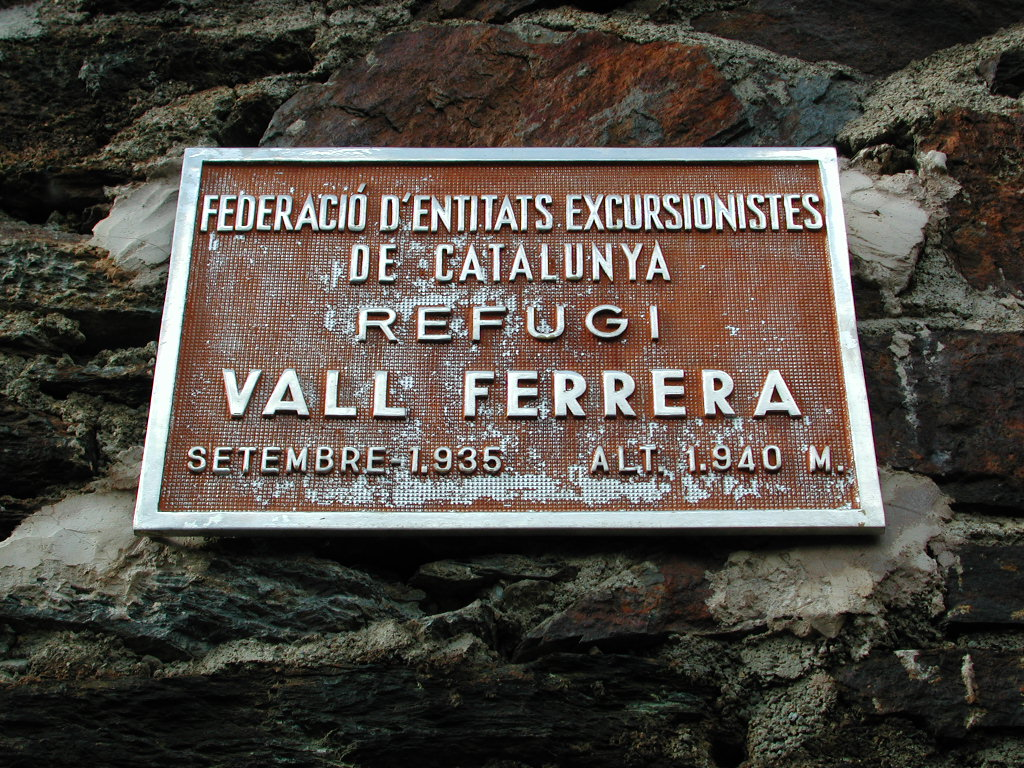
Refugi de Vall Ferrera

Aquest refugi va ser construït per subscripció popular entre els excursionistes de Catalunya a partir del qual es va constituir la comissió del refugi Vall Ferrera. Aquesta comissió, amb el pas dels anys, esdevingué l'actual Comitè Català de Refugis de la FEEC.
El refugi de Vall Ferrera, inaugurat el 1935, és el més antic de Catalunya, juntament amb el d'Ulldeter, i és el més proper al cim més alt de Catalunya, la Pica d'Estats. Tot i així, queda força lluny d'aquest cim, cosa que ha fet que es cregui que ha de menester un altre refugi prop de l'estany d'Estats, a mig camí del cim. El Comitè de Refugis de la FEEC ja fa més de 25 anys que va començar a treballar-hi, tot dissenyant un esborrany de projecte i negociant amb el proper poble d'Àreu la cessió del terreny. L'any 1984, malgrat estar tot enllestit, va fracassar per manca de recursos econòmics. Arran de la mort del periodista Ernest Udina en el descens del Montblanc, uns amics seus van voler homenatjar-lo i van reprendre aquest projecte fent les gestions oportunes prop de la Direcció General de Joventut de la Generalitat i es va pressupostar més d'un milió d'euros per a la  construcció definitiva.

## Ruta d'accés
Des d'Àreu cal continuar per la pista, sense asfaltar i en mal estat fins a l'aparcament de la Molinassa (1820 m) uns dotze quilòmetres. A partir de la pressa de la Farga, la pista, en principi, està restringida al trànsit. El refugi queda prop del Pla de Boet on cal travessar el riu per una palanca. Queda a mà esquerra l'altre costat de la Noguera de Vall Ferrera. Es tarden unes tres hores i mitja per pujar al refugi si s'ha de fer tot el recorregut a peu. Si es pot arribar fins al final de la pista amb el cotxe són uns 15 minuts i superar uns 150 metres de desnivell.